# Cygnus NG-16
Cygnus NG-16, precedentemente conosciuta come CRS OA-16, è una missione spaziale privata di rifornimento per la Stazione spaziale internazionale, programmata da Northrop Grumman per la NASA nell'ambito del programma Commercial Resupply Services e decollata il 10 agosto 2021.
Il vettore utilizzato è stato un Antares 230+, il quale ha portato in orbita il veicolo cargo Cygnus, costituito in questo caso dalla capsula S.S. Ellison Onizuka, comprendente il modulo per immagazzinamento pressurizzato costruito da un partner industriale di Orbital ATK, la Thales Alenia Space.
La Cygnus NG-16 è stata la diciassettesima missione orbitale del veicolo spaziale Cygnus, la quindicesima delle quali avente come cliente la NASA. Cygnus NG-16 faceva parte, in particolare, del contratto Commercial Resupply Services 2, di cui è stata la settima missione, che prevede un minimo di sei missioni a favore della Northrop Grumman Innovation Systems.

## Modulo di servizio
La missione Cygnus NG-16 è stata effettuata con una navetta Cygnus, in particolare con una versione di dimensioni maggiori, chiamata Cygnus PCM, utilizzata qui per l'undicesima volta. Come nel caso della precedente missione a partire dalla Cygnus NG-11, è stato inoltre utilizzato un sistema di carico che permette di caricare esperimenti tempo-dipendenti anche solo 24 ore prima del lancio, mentre in precedenza il carico doveva essere pronto ben quattro giorni prima.
Come da tradizione della Orbital ATK, e quindi in seguito della Northrop Grumman Innovation Systems, il modulo è stato battezzato S. S. Ellison Onizuka, in onore di Ellison Onizuka, che fu il primo astronauta asiatico-americano della storia.

## Lancio e svolgimento della missione
La missione è partita il 10 agosto 2021 alle 22:01:05 UTC, a bordo di un Antares 230+ decollato dal sito di lancio numero 0 del Mid-Atlantic Regional Spaceport. Il 12 agosto 2021 il modulo Cygnus, con a bordo la capsula pressurizzata per immagazzinamento costruita dalla Thales Alenia Space, ha raggiunto la ISS e ha iniziato a condurre una serie di manovre per regolare la propria velocità, altitudine e orientazione con quella della stazione spaziale. Dopo aver raggiunto il punto di cattura, alle 10:07 UTC il veicolo è stato preso dal Canadarm2, comandato dall'astronauta statunitense Megan McArthur con l'assistenza del collega Thomas Pesquet, e infine, alle 13:42 UTC, è stato agganciato al modulo Unity.
Il modulo Cygnus della missione è rimasto agganciato alla ISS per circa 102 giorni. Il distacco è avvenuto il 20 novembre 2021 e il veicolo è stato liberato dal Canadarm2 alle 16:01 UTC dello stesso giorno. Dopo una serie di manovre atte ad allontanarlo dalla stazione spaziale, il Cygnus è stato coinvolto nel Kentucky Re-Entry Probe Experiment (KREPE), un esperimento congiunto tra NASA e Università del Kentucky volto a testare la resistenza al rientro atmosferico di alcuni materiali, e nel rilascio del PIRPL, acronimo di Prototype Infrared Payload, una sensore a infrarossi per il tracciamento di missili sperimentale realizzato dalla stessa Northrop Grumman per la Space Development Agency (SDA) e la Missile Defense Agency (MDA). Infine, il 15 dicembre 2021 la capsula è rientrata nell'atmosfera terrestre, distruggendosi assieme alle tonnellate di spazzatura in essa caricate durante la sua permanenza attraccata all'ISS.

## Carico
La missione NG-16 ha portato in orbita un carico totale di 3723 kg di materiale, parte destinato all'interno della ISS e parte costituito da altri esperimenti esterni alla stazione spaziale, come il già citato KREPE.
In particolare il carico era così composto:
- Carico destinato all'interno della ISS:
  - Esperimenti scientifici: 1064 kg
  - Rifornimenti per l'equipaggio: 1396 kg
  - Hardware per la stazione spaziale: 1037 kg
  - Equipaggiamenti per le attività extraveicolari: 15 kg
  - Risorse informatiche: 44 kg

- Materiale non pressurizzato: 48 kg

Tra i vari esperimenti scientifici e apparecchiature portati in orbita dalla Cygnus NG-16 si possono citare, tra gli altri:
Redwire Regolith Print (RRP): esperimento volto a valutare l'utilizzo della regolite presente sulla Luna o su Marte come materiale da costruzione per strutture da adoperare in future esplorazioni umane, utilizzando un materiale che simula la regolite nella stampante 3d presente sulla ISS.
Cardinal Muscle: esperimento volto a verificare se una piattaforma tissutale ingegnerizzata in condizioni di microgravità possa fornire un modo per valutare rapidamente gli effetti di potenziali farmaci per la sarcopenia, ossia la perdita progressiva di massa muscolare e la conseguente diminuzione della forza, prima delle sperimentazioni cliniche.